# 3ª Brigata d'assalto "Azov"
La 3ª Brigata d'assalto autonoma "Azov" (in ucraino 3-тя окрема штурмова бригада «Азов»?, 3-tja okrema šturmova bryhada «Azov», unità militare A4638), in precedenza Reggimento autonomo operazioni speciali "Azov" (in ucraino Окремий полк спеціального призначення «Азов»?, Okremyj polk special'noho pryznačennja «Azov», o semplicemente SSO "Azov"), è un'unità di fanteria meccanizzata di orientamento neonazista, facente parte delle Forze terrestri ucraine, subordinata al Comando operativo "Nord" e con base a Kiev. È considerata una delle migliori brigate dell'esercito ucraino, dotata di personale altamente addestrato e motivato. L'unità ha ricevuto addestramento ed equipaggiamento militare da paesi membri della NATO.

## Storia
L'unità è stata inizialmente formata già nei primi giorni dell'invasione russa dell'Ucraina nel febbraio 2022 come unità della difesa territoriale, il cui nucleo era composto da veterani del Reggimento Azov. Ha così preso parte alle battaglie difensive nei dintorni di Kiev, e il 9 marzo è stata ufficialmente riorganizzata come reggimento in seno alle Forze terrestri. Il 10 marzo, insieme alla 72ª Brigata meccanizzata, ha teso presso Brovary un'imboscata a una colonna di carri armati della 90ª Divisione corazzata dell'esercito russo, la quale si era ammassata lungo la strada senza mantenere la corretta distanza fra i mezzi, infliggendole gravissime perdite. Quasi un intero reggimento nemico è stato distrutto e il comandante, colonnello Andrej Zacharov, è rimasto ucciso. A causa di questa azione il convoglio è stato costretto a ritirarsi e rinunciare all'attacco verso Kiev.
Nel mese di aprile il reggimento è stato rischierato nella regione di Zaporižžja, difendendo con successo la linea del fronte ucraina. In particolare è stato impiegato a protezione della cittadina di Huljajpole. Nei mesi successivi ha continuato a operare fra Huljapole e Orichiv insieme al 98º Battaglione "Azov-Dnipro", aggregato alla 108ª Brigata di difesa territoriale. Il 1º novembre 2022 è iniziata la trasformazione dell'unità nella 3ª Brigata d'assalto, integrando sia il Reggimento operazioni speciali che parte del 98º Battaglione di difesa territoriale, andato a costituire il 1º Battaglione meccanizzato. Il comandante del Gruppo Tattico Azov, che comprendeva la 3ª Brigata d'assalto ed elementi delle Forze speciali ucraine, era il colonnello della Guardia nazionale ucraina Andrіj Bіlec'kyj. La brigata ha nel tempo costituito numerose unità UAV di varia tipologia, alcune assegnati a specifici battaglioni mentre altre subordinate direttamente al comando di brigata.

### Fronte di Bachmut
Nel dicembre 2022 l'unità è stata schierata nella città di Bachmut, punto focale degli sforzi russi nell'ambito dell'offensiva nel Donbass. Il 23 gennaio 2023 è stata ufficialmente annunciata la nascita della nuova brigata. In particolare la brigata ha combattuto a difesa del fianco destro dello schieramento ucraino, impedendo la presa di Ivanivs'ke in seguito allo sfondamento russo a sud di Bachmut. Nei mesi successivi ha continuato a rimanere schierata lungo la strada fra Časiv Jar e Ivanivs'ke, cooperando con la 24ª Brigata meccanizzata.
All'inizio di maggio ha effettuato un contrattacco sul sud di Bachmut, mettendo in fuga i reparti della 72ª Brigata fucilieri motorizzata russa e causando un'estremamente irritata reazione del comandante del Gruppo Wagner Evgenij Prigožin, il quale ha accusato l'esercito regolare di non proteggere adeguatamente i fianchi delle sue unità impegnate all'interno della città. Il Kyiv Post ha dichiarato che nel corso di questa azione il 2º Battaglione della brigata avrebbe distrutto almeno 2 compagnie di fanteria nemiche, le quali avrebbero perso fra i 100 e i 500 uomini in totale. Supportata dalla 5ª Brigata d'assalto e dall'80ª Brigata d'assalto aereo, nelle settimane successive ha continuato le operazioni offensive in direzione di Kliščiїvka. Alla fine di giugno ha completamente liberato i territori a ovest del canale Donec-Donbass, occupando le ultime trincee tenute dalla 57ª Brigata fucilieri motorizzata delle guardie. All'inizio di luglio, insieme alla 28ª Brigata meccanizzata, ha superato il canale avvicinandosi a Kliščiїvka da sudovest. Il 25 luglio il villaggio è stato abbandonato dai russi e riconquistato dagli ucraini, insieme a tutto il fianco sud di Bachmut fino a Kurdjumivka. Ad agosto è stata rinforzata da elementi della 22ª Brigata meccanizzata, impiegata per la prima volta al fronte. Il 7 settembre ha contribuito a sventare un contrattacco russo condotto dalla 61ª Brigata fanteria di marina, la quale è stata costretta a ritirarsi da Kliščiїvka dopo aver subito gravi perdite. Dopo essere stata sostituita a Kliščiїvka dalla Brigata d'assalto "Ljut", nei giorni successivi ha combattuto una durissima battaglia per il villaggio di Andriïvka, durante la quale secondo diversi analisti militari avrebbe completamente distrutto ciò che rimaneva della 72ª Brigata fucilieri motorizzata, dichiarando di aver ucciso in azione il capo dell'intelligence, tre comandanti di battaglione e quasi tutti i comandanti di compagnia, facendo inoltre numerosi prigionieri anche fra gli ufficiali. La 72ª Brigata russa, secondo l'analista Tom Cooper, avrebbe cessato di esistere. Dopo mesi di duri combattimenti e la fine delle operazioni offensive sul fianco sud di Bachmut, a metà dicembre 2023 il grosso della brigata è stata ritirato dal fronte, mentre il 2º Battaglione meccanizzato è stato impiegato sul fianco nord della città per fermare la penetrazione russa a Chromove.

### Battaglia di Avdiïvka
Dopo circa due mesi trascorsi in riserva presso i campi di addestramento a Kramators'k, all'inizio di febbraio 2024 elementi della brigata sono stati inviati ad Avdiïvka in sostegno della 110ª Brigata meccanizzata, riuscendo a fermare la penetrazione russa verso la zona industriale della città. La brigata è stata impiegata in combattimento per coprire il ripiegamento dei reparti ucraini dal centro abitato, rallentando l'avanzata della 74ª e della 114ª Brigata fucilieri motorizzata. L'alto comando ucraino ha quindi annunciato l'abbandono della regione fortificata di Avdiïvka. La difficile manovra di ritirata, sotto gli attacchi russi da sud, da est e da nord e con precarie vie di comunicazione, è stata completata il 17 febbraio; in particolare un battaglione della 3ª Brigata ha mantenuto aperto il corridoio a prezzo di perdite significative. Ritiratasi gradualmente verso ovest nelle settimane successive sotto la pressione della 21ª, 74ª, 114ª e 137ª Brigata fucilieri motorizzata, alla fine di aprile è stata sostituita dalla 68ª Brigata cacciatori; durante la rotazione le truppe nemiche hanno preso d'assalto le posizioni ucraine, riuscendo ad ottenere una testa di ponte oltre il fiume Durna presso il villaggio di Semenivka.

### Fronte di Svatove
In seguito alla nuova offensiva russa nella regione di Charkiv, a maggio 2024 elementi della brigata sono stati trasferiti sul fronte nord, venendo inizialmente mantenuti in riserva. A partire dal 18 giugno la brigata si è trovata a fronteggiare un'importante serie di attacchi condotti dalla 3ª e dalla 144ª Divisione fucilieri motorizzata a sudovest di Svatove, con l'obiettivo di raggiungere il confine dell'oblast' di Luhans'k. Il giornalista ucraino filogovernativo Jurij Butusov sostiene che nei duri combattimenti delle sei settimane successive la brigata avrebbe inflitto gravi perdite, pari a due reggimenti, alle forze russe. All'inizio di giugno 2024, in seguito alla legge ucraina che ha permesso ad alcune categorie di detenuti di prestare volontariamente servizio nell'esercito, la 3ª Brigata d'assalto è stata una delle unità ad integrarne un certo numero nei propri ranghi, includendone una parte nei battaglioni regolari e costituendo inoltre il Battaglione "Škval". Il 24 agosto, in occasione del Giorno dell'indipendenza dell'Ucraina, la brigata è stata insignita da parte del presidente ucraino Volodymyr Zelens'kyj del titolo onorifico "Per il Valore e il Coraggio". Rimasta schierata nel settore a ovest del fiume Žerebec, alla fine di novembre la brigata ha respinto i reparti della 3ª Divisione fucilieri motorizzata che tentavano di avanzare dal villaggio di Novovodjane, infliggendogli pesanti perdite grazie all'artiglieria e ai droni. Nel gennaio 2025 è stato costituito all'interno della brigata un battaglione internazionale, raggruppando volontari di diverse nazionalità precedentemente inseriti negli altri reparti; al battaglione si è quindi unita la Compagnia "Tormenta Hispana", formata nel settembre 2024 da volontari di lingua spagnola provenienti principalmente dall'America Latina. Il 4 febbraio è stata inoltre fondata la Compagnia "Serpente", composta da volontari di lingua portoghese provenienti principalmente dal Brasile, il cui nome e stemma richiamano quelli della Força Expedicionária Brasileira durante la seconda guerra mondiale. Nei mesi successivi è stata resa nota la struttura completa del battaglione, formato quindi da tre compagnie rispettivamente di lingua inglese, portoghese e spagnola.
Il 14 marzo 2025, in seguito alla riforma dell'esercito ucraino che ha portato alla creazione dei comandi intermedi di corpo d'armata per sostituire la struttura basata sui gruppi tattici e operativi, la 3ª Brigata d'assalto è stata la prima fra le principali brigate ucraine ad annunciare la propria riorganizzazione al fine di costituire il nucleo del nuovo 3º Corpo d'armata. Diversi reparti di supporto della brigata, come i battaglioni del genio, medico, droni e ricognizione, sono stati espansi e messi alle dirette dipendenze del corpo d'armata. A luglio la brigata ha ricevuto in dotazione i veicoli trasporto truppe Patria Pasi donati dalla Lettonia.

## Struttura
- Comando di brigata[62]
- 1º Battaglione d'assalto[63]
  -  1ª Compagnia d'assalto "Light"
  -  2ª Compagnia d'assalto
  -  3ª Compagnia d'assalto
  -  4ª Compagnia d'assalto
  -  Plotone sistemi senza pilota "Primus"
  - Batteria mortai
  -  Plotone ricognizione
  -  Plotone genio
  -  Plotone comunicazioni "S6"
  -  Plotone medico
- 2º Battaglione d'assalto[64]
  -  1ª Compagnia d'assalto[65]
    -  Plotone "Galizia"
    -  Plotone "Algiz"
    -  Plotone "Valknut"

  -  2ª Compagnia d'assalto[66]
    -  Plotone "Decepticons"
    -  Plotone "Branco di lupi"
    -  Plotone "Myron"

  -  3ª Compagnia d'assalto[67]
    -  Plotone "NC13"
    -  Plotone "Frost"
    -  Plotone "Pesto"

  - 4ª Compagnia d'assalto
  -  Plotone sistemi senza pilota "Šeršen"
  -  Plotone ricognizione "Flamberge"
  -  Batteria mortai
  - Plotone genio
  -  Plotone comunicazioni
  -  Plotone medico
- 1º Battaglione meccanizzato[68]
  - 1ª Compagnia meccanizzata
  - 2ª Compagnia meccanizzata
  -  3ª Compagnia meccanizzata
  -  Plotone sistemi senza pilota "Revenge Group"
  -  Batteria mortai
  - Plotone ricognizione
  -  Plotone genio
  -  Plotone anticarro
  -  Plotone medico
- 2º Battaglione meccanizzato[69]
  -  1ª Compagnia meccanizzata "Lancia"
  -  2ª Compagnia meccanizzata "Idra"
  -  3ª Compagnia meccanizzata "Karakurt"
  -  Compagnia sistemi senza pilota "Chaos"
  -  Batteria mortai
  - Plotone ricognizione
  -  Plotone genio
  -  Plotone anticarro
  -  Plotone medico
- 1º Battaglione fucilieri[70]
- 2º Battaglione fucilieri[71]
- Battaglione fucilieri speciale "Škval"[72]
- Battaglione fucilieri internazionale[73]
  - 1ª Compagnia fucilieri
  -  2ª Compagnia "Serpente"
  -  3ª Compagnia "Tormenta Hispana"
  -  Plotone sistemi senza pilota "Valhalla Group"
- Battaglione corazzato (T-90A e T-72M1)[74]
  -  1ª Compagnia corazzata
  -  2ª Compagnia corazzata "Lupi d'acciaio"
  -  3ª Compagnia corazzata
  - Plotone contraereo
  - Plotone ricognizione
  - Plotone genio
- Gruppo d'artiglieria[75]
  -  Battaglione artiglieria semovente "Komanda Postril" (2S19 Msta-S e AS-90)
    - 1ª Batteria artiglieria semovente
    -  2ª Batteria artiglieria semovente
    - 3ª Batteria artiglieria semovente

  -  Battaglione artiglieria campale (M119 e D-30)
    -  1ª Batteria artiglieria
    -  2ª Batteria artiglieria
    - 3ª Batteria artiglieria

  -  Battaglione artiglieria lanciarazzi (Bastion-01 e Bastion-02)
  -  Battaglione artiglieria controcarri (SPG-9 e D-44)
    -  1ª Compagnia controcarri
    - 2ª Compagnia controcarri
    -  3ª Compagnia controcarri "Centuria"
    -  Plotone sistemi senza pilota "Paskuda Group"
- Battaglione artiglieria missilistica contraerei (Strela-10)[76]
- Battaglione sistemi aerei senza pilota[77]
  -  Compagnia droni da ricognizione "Kryla"
  -  Compagnia droni da ricognizione "Terra"
  -  Plotone droni da ricognizione "Lumiere"
  -  Plotone droni d'attacco "Mosquitos"
  -  Plotone droni d'attacco "Punk"
  -  Plotone droni d'attacco "Fatum"
- Compagnia sistemi terrestri senza pilota "NOVA"[78]
- Battaglione ricognizione[79]
  -  Plotone volontari stranieri "Tempesta"[80]
- Battaglione genio[81]
  -  1º Plotone genio
  -  2º Plotone genio
  -  3º Plotone genio
  -  4º Plotone genio
  -  5º Plotone genio
  -  Plotone genio zappatori
  -  Plotone genio ricognitori
- Battaglione manutenzione[82]
- Battaglione logistico[83]
- Compagnia comunicazioni[84]
- Compagnia guerra elettronica
- Compagnia cecchini[85]
- Compagnia medica[86]
- Compagnia difesa NBC[87]
- Compagnia radar
- Compagnia addestramento
- Servizio portastendardo[88]

## Comandanti
- Colonnello Andrіj Bіlec'kyj (febbraio 2022 - marzo 2025)[89]
- Capitano Jaroslav Levenec' (marzo 2025 - in carica)[90]

## Neonazismo

Il simbolo della 3ª Compagnia d'assalto, ovvero lo stemma della 36. Waffen-Grenadier-Division der SS modificato.

Il fondatore ed ex comandante del Reggimento Azov Andrіj Bіlec'kyj, poi diventato leader della 3ª Brigata d'assalto "Azov", è stato descritto come un "suprematista bianco". Nel 2010 disse che la missione della nazione ucraina era quella di "guidare le razze bianche del mondo in una crociata finale... contro gli Untermenschen guidati dai semiti".
La brigata utilizza simboli della Germania nazista, per esempio il simbolo della 3ª Compagnia d'assalto è lo stemma modificato della 36. Waffen-Grenadier-Division der SS di Oskar Dirlewanger.
Il giornale francese Mediapart ha riportato che nell'autunno del 2023 a La Courtine, nel dipartimento della Creuse, l'esercito francese ha addestrato soldati della 3ª Brigata d'assalto, alcuni dei quali hanno ampiamente mostrato simboli neonazisti e sui loro social media vi sono "saluti hitleriani, croci celtiche, emblemi di diverse divisioni SS, teschi, e affreschi di Adolf Hitler". Mediapart ha chiesto al Ministero delle forze armate francese di commentare la vicenda. La risposta è stata: "Sono le forze armate ucraine che organizzano il flusso e la selezione dei soldati ucraini inviati in Francia e in Europa. Non abbiamo quindi alcun commento da fare su questa organizzazione".
Nel luglio 2024, la brigata ha organizzato un tour per l'Europa per reclutare volontari e promuovere la propria immagine. Dopo le proteste dei gruppi di sinistra, soprattutto in Germania, gli eventi a Berlino, Amburgo, Rotterdam, Colonia e Bruxelles sono stati cancellati. Il partito Bündnis Sahra Wagenknecht ha dichiarato che "Il fatto che un tale evento di glorificazione della guerra possa aver luogo a Berlino, in particolare da parte di un'organizzazione estremista apertamente di destra che storicamente fa riferimento al collaborazionista nazista Stepan Bandera, è uno scandalo incredibile". Durante il tour europeo, un altro scandalo si è verificato quando un soldato ucraino della 3ª Brigata d'assalto ha visitato il campo di concentramento di Auschwitz indossando una maglietta della band black metal neonazista "M8l8th" ("88" è l'abbreviazione di "Heil Hitler"), attiva in Ucraina dal 2014, con la scritta "Dove siamo noi, non c'è posto per nessun altro", una citazione che, secondo gli storici, potrebbe essere attribuita ad Adolf Hitler.
Nel giugno 2025, il quotidiano francese Le Monde pubblica un'inchiesta in cui si evidenzia come le figure di spicco e centinaia di membri della brigata sostengano l'ideologia neonazista.